# Devizes Rural District
Devizes Rural District was van 1894 tot en met 1974 een landelijk district in het graafschap Wiltshire. Het werd opgericht naar aanleiding van de Local Government Act 1894 en telde in 1961 14.472 inwoners en een oppervlakte van 257 km². In 1974 werd het naar aanleiding van de Local Government Act 1972 opgeheven en met Devizes (municipal borough), Marlborough (municipal borough), Marlborough and Ramsbury Rural District en Pewsey Rural District samengevoegd in het nieuwe district Kennet.

## Bestuurlijke indeling
De volgende civil parishes maakten deel uit van Devizes Rural District:
- All Cannings
- Allington
- Alton Barnes
- Beechingstoke
- Bishops Cannings
- Bromham
- Cheverell Magna
- Chirton
- Chittoe (tot 1934)
- Easterton
- Erlestoke
- Etchilhampton
- Little Cheverell
- Marden
- Market Lavington
- Marston
- Patney
- Potterne
- Poulshot
- Roundway
- Rowde
- Seend (vanaf 1934)
- Stanton St Bernard
- Stert
- Urchfont
- West Lavington
- Worton